# Amt Verl
Das Amt Verl war bis 1969 ein Amt im Kreis Wiedenbrück in Nordrhein-Westfalen, Deutschland mit Sitz in Verl. Als sein Vorgänger kann der Kanton Neuenkirchen angesehen werden.

## Vorgeschichte
Das Gebiet des Amtes Verl gehörte bis zu den Napoleonischen Kriegen zur Grafschaft Rietberg. Nachdem die Grafschaft 1807 an das Königreich Westphalen gefallen war, wurden neue Verwaltungsstrukturen nach französischem Vorbild geschaffen; meistens ohne Berücksichtigung historischer Gebietsgrenzen. Die Gemeinden Bornholte, Liemke, Neuenkirchen, Sende, Varensell und Verl wurden zum Kanton Neuenkirchen zusammengefasst. Im Jahre 1810 hatte der Kanton Neuenkirchen 5453 Einwohner. Der Kanton gehörte zum Distrikt Paderborn im Departement der Fulda des Königreichs und fiel 1815 an Preußen.
Der Kanton Neuenkirchen wurde 1816 dem neuen Kreis Wiedenbrück im Regierungsbezirk Minden zugeschlagen und bestand in diesem als Verwaltungsbezirk fort. Am 1. Juli 1838 wurde die Kantonsverwaltung von Neuenkirchen nach Verl verlagert. Gleichzeitig wurden Neuenkirchen und Varensell dem Kanton Rietberg zugeschlagen, während Österwiehe aus dem Kanton Rietberg in den Kanton Neuenkirchen wechselte, der seitdem nach seinem neuen Hauptort Kanton Verl genannt wurde.

## Das Amt Verl
Im Rahmen der Einführung der westfälischen Landgemeinde-Ordnung von 1841 wurden aus den Verwaltungsbezirken unterhalb der Kreisebene Ämter gebildet. Im Kreis Wiedenbrück entstand dadurch aus dem Kanton Verl das Amt Verl, dem fünf Gemeinden angehörten. 
Die folgenden Daten stammen vom 6. Juni 1961:
1. Bornholte (17,81 km², 3.110 Ew.)
2. Liemke (26,38 km², 6.702 Ew.)
3. Österwiehe (14,55 km², 1.825 Ew.)
4. Sende (23,94 km², 4.484 Ew.)
5. Verl (17,79 km², 5.470 Ew.)

Die Gemeinde Liemke wurde 1964 in Schloß Holte umbenannt. Durch das Gesetz zur Neugliederung des Kreises Wiedenbrück und von Teilen des Kreises Bielefeld wurde das Amt zum 31. Dezember 1969 aufgelöst:
- Die Gemeinden Bornholte, Oesterwiehe und Verl sowie der Hauptteil der Gemeinde Sende wurden zu einer neuen Gemeinde Verl im Kreis Wiedenbrück vereinigt.
- Die Gemeinde Schloß Holte wurde Teil der neuen Gemeinde Schloß Holte-Stukenbrock im Kreis Bielefeld.
- Die übrigen Teile der Gemeinde Sende kamen zur Stadt Sennestadt und zur Gemeinde Schloß Holte-Stukenbrock im Kreis Bielefeld.
- Rechtsnachfolgerin des Amtes wurde die Gemeinde und heutige Stadt Verl.

## Bürgermeister
An der Spitze der Verwaltung des Amtes Verl standen die ernannten Amtmänner, die seit 1927 als Bürgermeister und seit 1934 als Amtsbürgermeister bezeichnet wurden. Nach 1945 wurde aus dem Amtsbürgermeister der Amtsdirektor als Leiter der Verwaltung und Vertreter des Amtes in allen Rechts- und Verwaltungsangelegenheiten, dessen Arbeit von ehrenamtlichen Amtsbürgermeistern als Vorstehern der Amtsversammlung begleitet wurde.
| Amtszeit            | Bezeichnung                                 | Name             |
| ------------------- | ------------------------------------------- | ---------------- |
| 1843–1844           | Amtmann                                     | Bracksiek        |
| 1844–1846           | Amtmann                                     | Lakebrink        |
| 1846–1852           | Amtmann                                     | Duve             |
| 1852–1890           | Amtmann                                     | Werner Rohden    |
| 1890–1919           | Amtmann                                     | Adolf Rohden     |
| 1919–1920           | Amtmann                                     | Kleikemper       |
| 1920–1932           | Amtmann / Bürgermeister (ab 1927)           | Wilhelm Runte    |
| 1932–1945           | Bürgermeister / Amtsbürgermeister (ab 1934) | Josef Lükewille  |
| 1945 (Juli–Oktober) | Amtsbürgermeister                           | Carl Creutz      |
| 1945–1961           | Amtsdirektor                                | Paul Gärtner     |
| 1961–1969           | Amtsdirektor                                | Hans-Georg Klose |

## Einwohnerentwicklung
| Jahr | Einwohner | Quelle |
| ---- | --------- | ------ |
| 1843 | 06.744    | [ 7 ]  |
| 1849 | 07.144    | [ 8 ]  |
| 1871 | 07.246    | [ 7 ]  |
| 1890 | 07.633    | [ 8 ]  |
| 1910 | 09.811    | [ 9 ]  |
| 1925 | 11.490    | [ 10 ] |
| 1930 | 12.566    | [ 8 ]  |
| 1938 | 14.324    | [ 8 ]  |
| 1948 | 18.432    | [ 8 ]  |
| 1956 | 20.396    | [ 8 ]  |
| 1961 | 21.591    | [ 6 ]  |
| 1969 | 26.497    | [ 11 ] |